# رابرت ادرهولت
رابرت ادرهولت (به انگلیسی: Robert Aderholt) نمایندهٔ حوزه انتخابیه چهارم آلاباما از حزب جمهوری‌خواه ایالات متحده آمریکا در مجلس نمایندگان ایالات متحده آمریکا است که برای نخستین‌بار در ۳ ژانویه ۱۹۹۷ میلادی به‌عضویت این مجلس درآمد.